# Hydraulisk radie
Hydraulisk radie är kvoten mellan den våta tvärsnittsarean och den våta perimetern i en vattenförande ledning eller dike. Ju större hydraulisk radie, desto större blir flödet. Hydraulisk radie ingår som en viktig parameter i många flödesekvationer inom både kanalströmning och rörströmning.
Med våt perimeter avses här perimetern på kontaktytan mellan fluiden och själva ledningsmaterialet. Eventuell kontaktyta mellan luft och vatten ingår ej i den våta perimetern.

## Allmän form
{\displaystyle R_{h}={\dfrac {A_{v}}{P_{v}}}}
där 
Rh = Hydraulisk radie (m)
Av = Våt tvärsnittsarea (m²)
Pv = Våt perimeter (m)

### Fullgående cirkulära ledningar
För specialfallet cirkulärt fullgående ledningar gäller sambandet 
{\displaystyle R_{h}={\dfrac {A_{v}}{P_{v}}}={\dfrac {\pi \cdot r^{2}}{2\cdot \pi \cdot r}}={\dfrac {r}{2}}={\dfrac {d}{4}}}
där
Rh = Hydraulisk radie (m)
Av = Våt tvärsnittsarea (m²)
Pv = Våt perimeter (m)
π = Matematisk konstant (3,14159...)
r = Radie (m)
d = Diameter (m)

### Trapetsformade öppna ledningar
För specialfallet öppet dike och kanal som har sin dikesprofil formad som en likbent parallelltrapets gäller sambandet:
{\displaystyle R_{h}={\dfrac {A_{v}}{P_{v}}}={\dfrac {b\cdot y+(\tan \alpha )\cdot y^{2}}{b+2\cdot y\cdot {\sqrt {1+(\tan \alpha )^{2}}}}}={\dfrac {b\cdot y+k_{l}\cdot y^{2}}{b+2\cdot y\cdot {\sqrt {1+k_{l}^{2}}}}}}
där 
Rh = Hydraulisk radie (m)
Av = Våt tvärsnittsarea (m²)
Pv = Våt perimeter (m)
b = Kanalens bottenbredd (m)
y = Verkligt vattendjup (m)
α = Släntlutningsvinkel (radianer)
kl = tan α

### Naturliga vattendrag
Tvärsektionens utseende i de naturliga vattendragen är starkt variabel och kan svårligen beräknas exakt genom vanliga ekvationer. För att komma runt problemet, kan man mäta bottenhöjden (med kort avstånd mellan mätpunkterna) längs en referenslinje, som går vinkelrätt mot vattendragets flödesriktning. Mätningarna, som då går från den ena kanten av vattendraget till den andra kanten, kan med fördel utföras med en enmans totalstation. 
Då vattendragets vattenyta i praktiken ligger på samma nivå längs hela referenslinjen, kan det verkliga vattendjupet lätt beräknas för varje mätpunkt:
{\displaystyle y=z_{vy}-z_{b,n}}
där 
y = Verkligt vattendjup (m)
zvy = Vattenytans höjd längs referenslinjen (m)
zb,n = Bottens höjd vid mätpunkten n längs referenslinjen (m)
Genom att sedan göra det förenklande antagandet att den verkliga bottenlinjen blir en rak linje mellan två angränsande mätpunkter på referenslinjen, kan den våta tvätsnittsarean beräknas på samma sätt som arean hos en parallelltrapets. Med kännedom om skillnaderna i det verkliga vattendjupet mellan två angränsande mätpunkter samt det horisomtala avståndet mellan dessa två mätpunkter, kan också den våta perimetern beräknas med hjälp av Pythagoras sats. Vi kan då approximera den hydrauliska radien enligt följande formel:
{\displaystyle R_{h}={\dfrac {A_{v}}{P_{v}}}\approx {\dfrac {\sum {\left({\dfrac {y_{1}+y_{2}}{2}}\cdot b_{12}+{\dfrac {y_{2}+y_{3}}{2}}\cdot b_{23}+...+{\dfrac {y_{n-1}+y_{n}}{2}}\cdot b_{n-1,n}\right)}}{\sum {\left({\sqrt {b_{12}^{2}+(y_{1}-y_{2})^{2}}}+{\sqrt {b_{23}^{2}+(y_{2}-y_{3})^{2}}}+...+{\sqrt {b_{n-1,n}^{2}+(y_{n-1}-y_{n})^{2}}}\right)}}}}
där
Rh = Hydraulisk radie (m)
Av = Våt tvärsnittsarea (m²)
Pv = Våt perimeter (m)
y1 = Verkligt vattendjup vid mätpunkt 1 längs referenslinjen (m)
b12 = Horisontellt avstånd mellan mätpunkt 1 och mätpunkt 2 längs referenslinjen (m)

## Fördelaktigaste tvärsnittet
För en given våt tvärsnittsarea (Av) är det önskvärt att få en så stor hydraulisk radie (Rh) som möjligt. Detta innebär då att den våta perimetern (Pv) måste minimeras, eftersom den representerar fluidens strömningsförluster mot underlaget. När den hydrauliska radien har nått sitt max och den våta perimetern således har nått sitt minimum (för en given våt tvärsnittsarea), kallas detta för det fördelaktigaste tvärsnittet. 

### Slutna ledningar
Om den hydrauliska radien (Rh) plottas mot vattendjupet (y), erhålls den maximala hydrauliska radien (Rh,max) ungefär när vattendjupet når ca 80 % av vattenledningens innerdiameter. 
Den fördelaktigaste tvärsnittet för slutna ledningar har dock oftast en underordnad betydelse, då de slutna ledningarna huvudsakligen dimensioneras efter sin fullgående kapacitet. Undantaget är vägtrummor, som dimensioneras för att klara maxflöden när vattendjupet är ca 70 % av vägtrummans diameter. Detta för att löv, grenar och dylikt ska kunna passera genom vägtrumman utan att fastna (och därmed dämma upp vägdiket uppströms vägtrumman). 

### Öppna ledningar
Det fördelaktigaste tvärsnittet för öppna ledningar har däremot ett stort praktiskt intresse, då dessa kan "skräddarsys" på ett helt annat sätt än slutna ledningar (som bara finns att tillgå i ett antal standarddimensioner). Att skapa det fördelaktigaste tvärsnittet innebär inte bara att optimera de hydrauliska förhållanden i kanaler och öppna diken, utan också att deras anläggningskostnader kan sänkas.

#### Ideala kanalprofilen
Den ideala öppna ledningens profil är formad som en halvcirkel. Den hydrauliska radien blir då:
{\displaystyle R_{h}={\dfrac {d}{4}}}
där 
Rh = Hydraulisk radie (m)
d = diametern på halvcirkeln (m)

#### Normala dikesprofiler
Den normala dikesprofilen är (liksom den normala kanalprofilen) formad som en symmetrisk parallelltrapets. Då inträffar det fördelaktigaste tvärsnittet när dikesprofilen har formen som en halv liksidig sexhörning. Bottenbredden är då lika bred som slänterna och släntlutningen (α) är 30 grader (π/6 radianer). Vattendjupet blir då:
{\displaystyle y=b\cdot k_{l}=b\cdot \tan \left({\dfrac {\pi }{6}}\right)=b\cdot {\dfrac {\sqrt {3}}{3}}}
där
y = Vattendjup (m)
b = Kanalens bottenbredd (m)
kl = Tan α
α = Släntlutning (radianer)
π = Matematisk konstant (3,14159...)

#### Rektangulärt kanaltvärsnitt
En rektangel är ju en specialvariant av likbent parallelltrapets med släntlutningsvikeln lika med noll. Här inträffar det optimala kanaltvärsnittet när vattendjupet är halva kanalbredden. 